# Marco Pallis
Marco Pallis (19 de junho de 1895 - 5 de junho de 1989) foi um autor de livros e artigos sobre a Filosofia Perene e o budismo tibetano. Foi também alpinista e músico. 

## Biografia
Pallis nasceu em Liverpool, Inglaterra, em uma família grega cosmopolita estabelecida no Reino Unido. Na mocidade, foi aluno do grande músico francês e revivalista da música renascentista, Arnold Dolmetsch. Por influência de Dolmetsch, Pallis se aproximou intelectualmente da obra do  metafísico francês René Guénon, crítico do materialismo moderno. Mais tarde, vinculou-se também à mensagem do filósofo suíço Frithjof Schuon, em especial dos conceitos de "unidade transcendente das religiões", universalismo e intelectualidade. Foi neste espírito "tradicionalista" que, quando suas expedições montanhistas o levaram ao Himalaia, ele abraçou a tradição budista tibetana.
Pallis fez diversas viagens ao Himalaia até 1947, quando teve a oportunidade de visitar o Tibete pela derradeira vez, antes da invasão do exército vermelho chinês. Budista praticante desde 1936, ele foi iniciado em uma ordem tibetana mais tarde, quando tinha 52 anos.
"Tradição" e Filosofia Perene foram o fio condutor dos livros de Pallis. Seus escritos são em parte inspirado pelo trabalho de René Guénon, Frithjof Schuon e Ananda Coomaraswamy, a quem Pallis conheceu pessoalmente. Em 1947, viajou para a Índia com o filho de Coomaraswamy, Rama Coomaraswamy, que  se tornou escritor e teólogo católico mais tarde.
Ele se correspondia com Guénon e Schuon, e visitou o primeiro em 1946 em sua casa no Cairo, Egito.
Foi colaborador regular da revista britânica Studies in Comparative Religion, onde colaborava com artigos sobre cultura tibetana, prática religiosa e filosofia perenialista. Em seus livros, Pallis adaptou para o Budismo tibetano o conceito da "Unidade Transcendente das Religiões" (título do livro seminal de Schuon, escrito em 1948 e publicado em São Paulo, Brasil, em 1952).
Ele publicou três livros dedicados à tradição em geral e ao budismo tibetano em particular: Peaks and Lamas; The Way and the Mountain; e A Buddhist Spectrum.